# إدوين هونيغ
إدوين هونيغ (بالإنجليزية: Edwin Honig)‏ هو أستاذ جامعي ومترجم وكاتب وشاعر أمريكي، ولد في 3 سبتمبر 1919 في بروكلين في الولايات المتحدة، وتوفي في 25 مايو 2011 في بروفيدنس في الولايات المتحدة بسبب مرض آلزهايمر.

## وصلات خارجية
- إدوين هونيغ على موقع ميوزك برينز (الإنجليزية)